# Gabi Ionașcu
Gabi Ionașcu (n. 21 aprilie 1957

) este un senator român, ales în 2016. 